# 채식

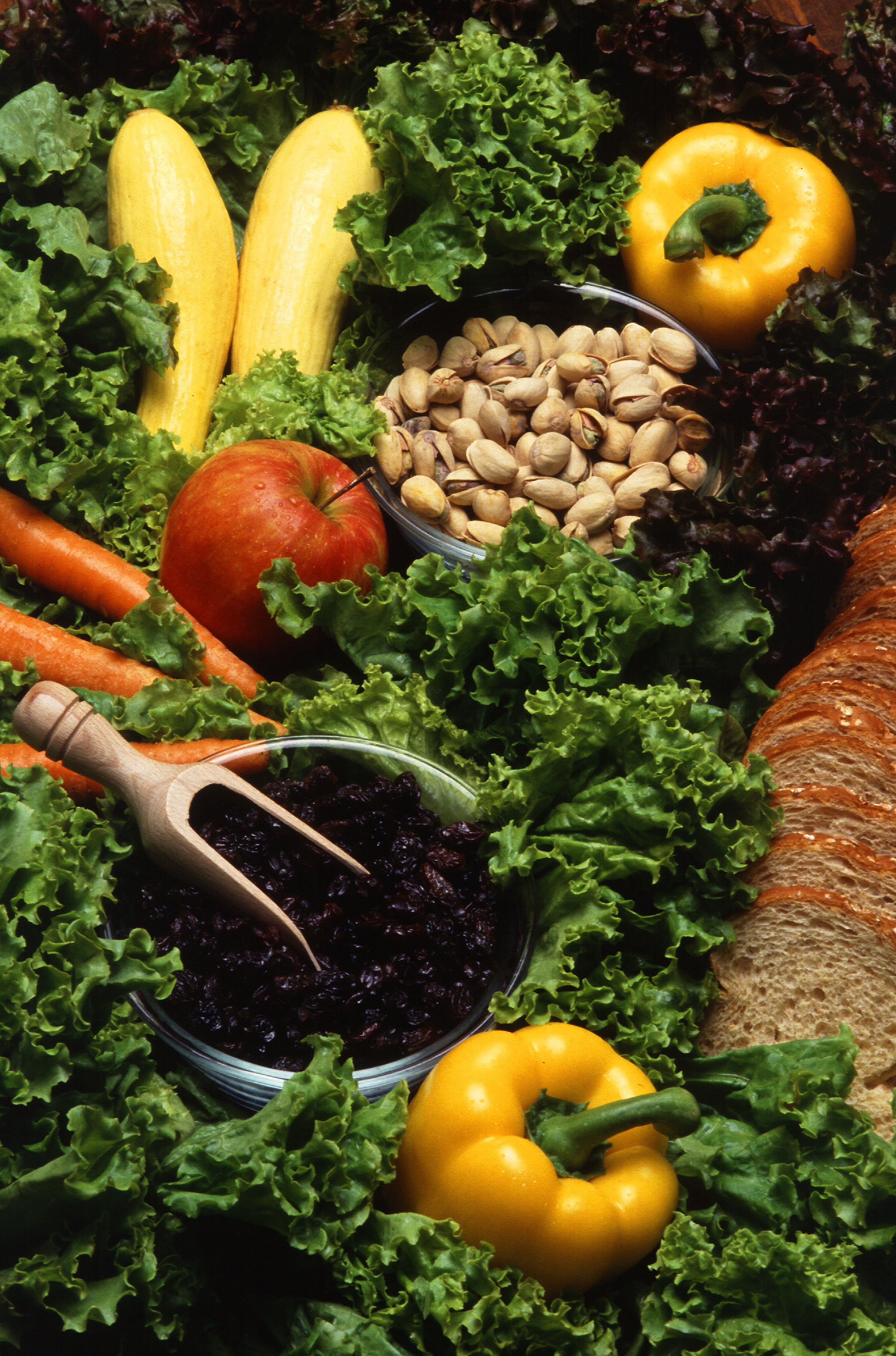
채식

채식(菜食)은 음식의 재료가 고기가 아닌 채소로만 이루어진 음식을 의미한다. 이러한 채식을 먹자는 주의가 채식주의이다.

## 효과

### 영양
비건 식단은 평균적으로 더 많은 섬유질, 항산화제 및 건강에 유익한 식물 화합물을 포함하는 것으로 밝혀졌다. 그들은 또한 칼륨, 마그네슘, 엽산 및 비타민 A, C 및 E가 더 높은 것으로 보인다.

### 체중 감량
체중 감량을 원하는 사람들 사이에서 식물성 식단이 점점 인기를 얻고 있다. 완전 채식이 체중 감소를 보장하지는 않지만 시도해야 할 몇 가지 합당한 이유가 있을 수 있다.
많은 관찰 연구에 따르면 완전 채식주의자는 비채식주의자(BMI)보다 날씬하고 체질량 지수(BMI)가 더 낮다.
발견 사항은 다음과 같다.
- 소규모 연구에 따르면 저지방, 고섬유질 식단을 섭취한 완전 채식주의자들은 표준 저지방 식단을 섭취한 사람들보다 더 많은 체중을 감량했다.[6]
- 16주 동안 완전 채식주의자는 평균 6kg을 감량한 반면 지중해 식단을 섭취한 사람들은 체중이 전혀 줄지 않았다.[7]
- 저지방, 전체 식품 완전채식과 표준 잡식을 비교한 16주 연구에서 완전채식은 평균 13파운드(6kg)의 체중 감소를 가져왔다. 규칙적인 식단을 유지한 사람들은 상당한 체중 감소가 없었다.[8]

### 신장 기능을 개선하고 혈당 수치를 낮춘다
완전 채식은 제2형 당뇨병과 신장 기능 저하를 예방하는 데 도움이 될 수 있다.
특히 완전채식 식단은 당뇨병 환자가 비채식 식단보다 혈당 수치와 인슐린 감수성을 더 잘 관리하는 데 도움이 되는 것으로 보인다. 그들은 또한 제2형 당뇨병에 걸릴 위험이 더 낮다.
건강한 식물성 식품 섭취를 늘리고 동물성 식품 섭취를 줄이면 제2형 당뇨병을 예방할 수 있다.

### 특정 암을 피하는 데 도움이 될 수 있다.
일반적으로 채식주의자는 비채식주의자보다 더 많은 양의 콩류, 과일 및 야채를 먹는다. 2017년 연구에 따르면 완전 채식주의자는 비채식주의자보다 암 위험이 15% 감소했다.
예를 들어, 매일 콩을 먹으면 대장암 발병 가능성이 9~18% 감소할 수 있다.
국립 암 연구소(National Cancer Institute)에 따르면 식물성 식품을 더 많이 섭취하면 위암, 폐암, 구강암 및 인후암을 비롯한 다양한 암의 위험이 낮아진다.

## 같이 보기
- 비거니즘